# 农车镇
农车乡，是中华人民共和国湖南省湘西土家族苗族自治州龙山县下辖的一个乡镇级行政单位。

## 行政区划
农车乡下辖以下地区：
马蹄村、新生村、新寨村、花桥村、东坪村、富坪村、艾溪村、正河村、茶元村、农车村、兰家村、高山村、纸厂村和舍龙村。